# Alexandre Magenc
Alexandre Magenc, né Alexandre Hippolyte Joseph Magenc le 2 février 1822 à Plaisance du Gers et mort au même lieu le 4 février 1894, est un peintre régionaliste français,,.

### Origine et famille
Alexandre Magenc est issu du côté paternel d'une famille de maître apothicaire, dont son arrière-grand-père Augustin Pierre Magenc (1704-1770) est l'initiateur. Il est le petit-fils de Joseph Magenc (1752-1816), fondateur de la dynastie à Plaisance, maître apothicaire et juge de paix de Plaisance du Gers et de Marguerite Saint-Pierre Saint-Pé, qui maria sa fille, Marie Henriette Magenc, à Louis Lanafoërt, le grand maire bâtisseur avec son frère du Plaisance du XIXe siècle. Il est le fils de Gabriel Magenc (1788-1839), maire de Plaisance (1814-1818) (1819-1821) et d'Anne Caroline de la Noüe (1785-1838).
Du côté maternel, il descend d'une vieille famille de la noblesse française, puisque son grand-père maternel, le comte Joseph de la Noüe du Vair descend de Marie de Montesquiou (branche de Sadirac) (1689-1755) et de Jean II de la Noüe du Vair (1720-1776). Son oncle, Michel de la Noüe (né 1779) fonda la branche américaine de la famille, notamment en Louisiane, laquelle branche (famille LaNoue Redmond) continuera à entretenir des liens proches avec les descendants des Lanafoërt et notamment son cousin Jean-Charles L'officier au Canada, puis de nos jours à New York avec son dernier cousin de Plaisance, Christophe Chapelain L'officier, perpétuant la tradition familiale des liens entre les deux familles.

### Carrière
Alexandre Magenc a 16 ans au décès de sa mère et 17 ans au décès de son père. N'ayant aucune vocation pour reprendre la tradition d'apothicaire et plus sensible au domaine artistique, c'est sa tante Marie Henriette Magenc, veuve de Louis Lanafoërt, et son grand-oncle par alliance, Joseph Louis Lanafoërt, qui prirent en charge une partie de ses études et l'envoyèrent à Paris, entre 1842 et 1847, pour parfaire son éducation artistique dans un atelier parisien.

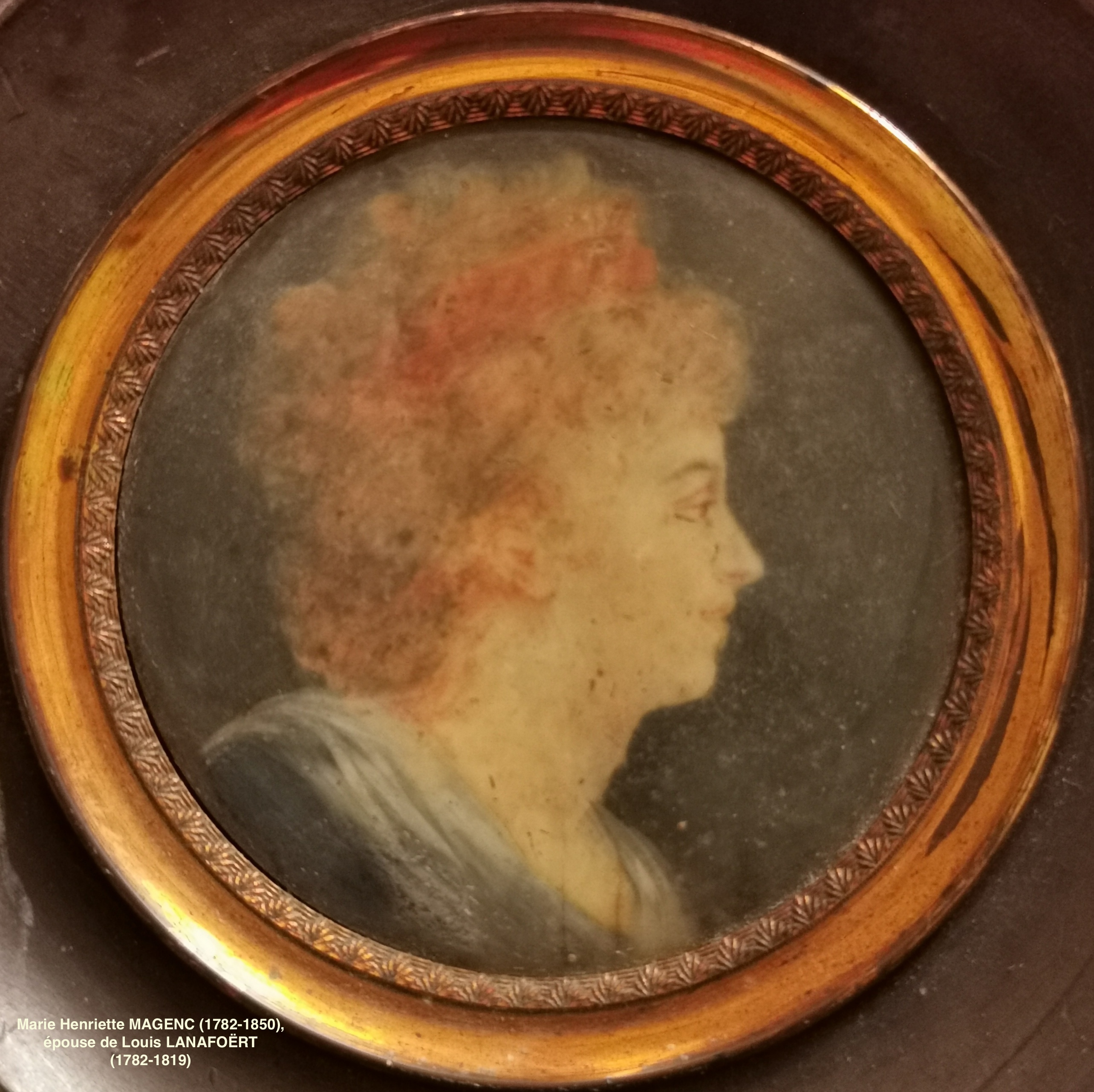
Marie Henriette Magenc (1782-1850), épouse Lanafoërt[12], tante d'Alexandre Magenc, quinquisaïeul de Christophe Chapelain L'officier. Collection Chapelain L'officier.
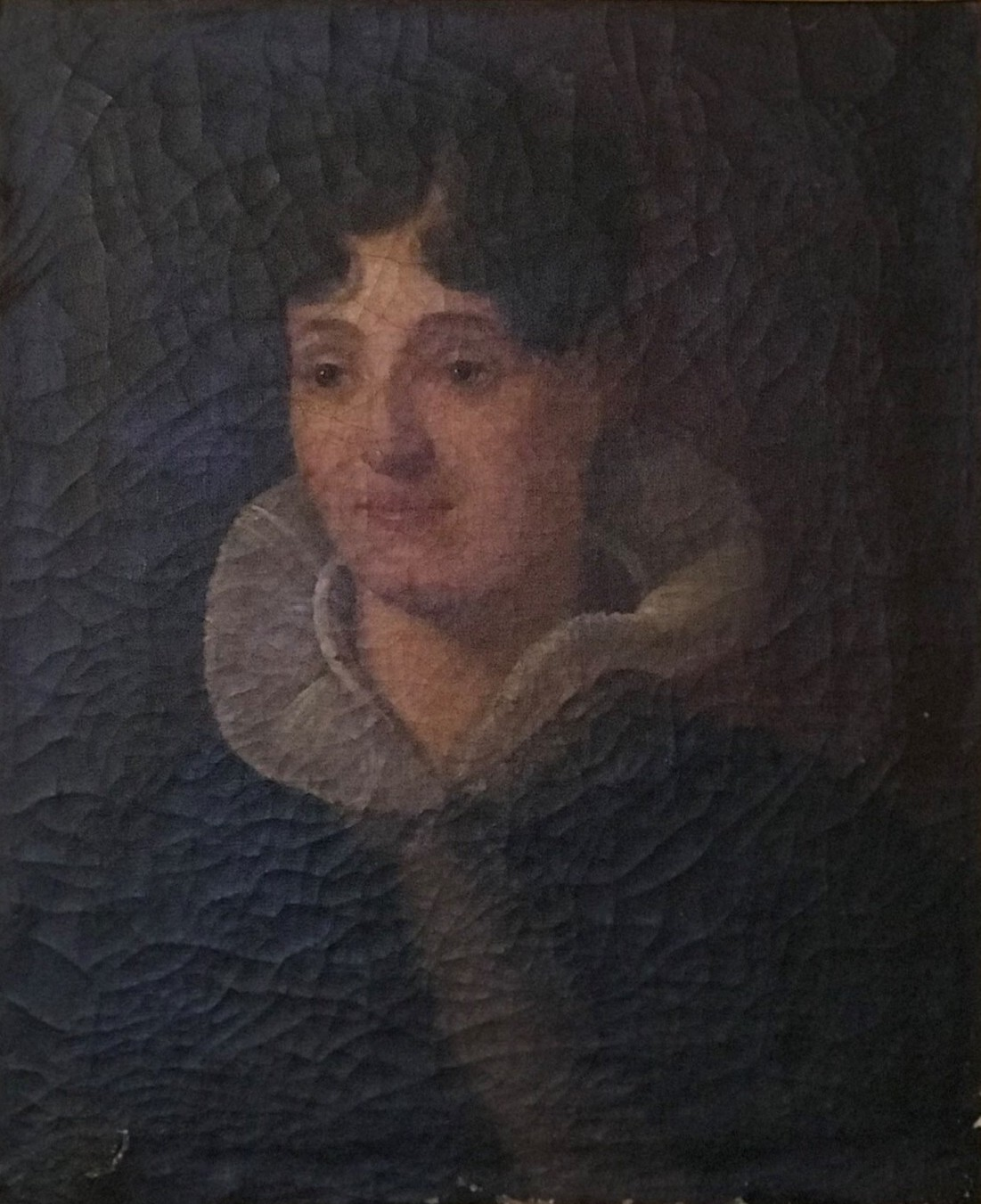
Alexandre Magenc, Elmire Doat, 1850. Collection Chapelain L'officier.
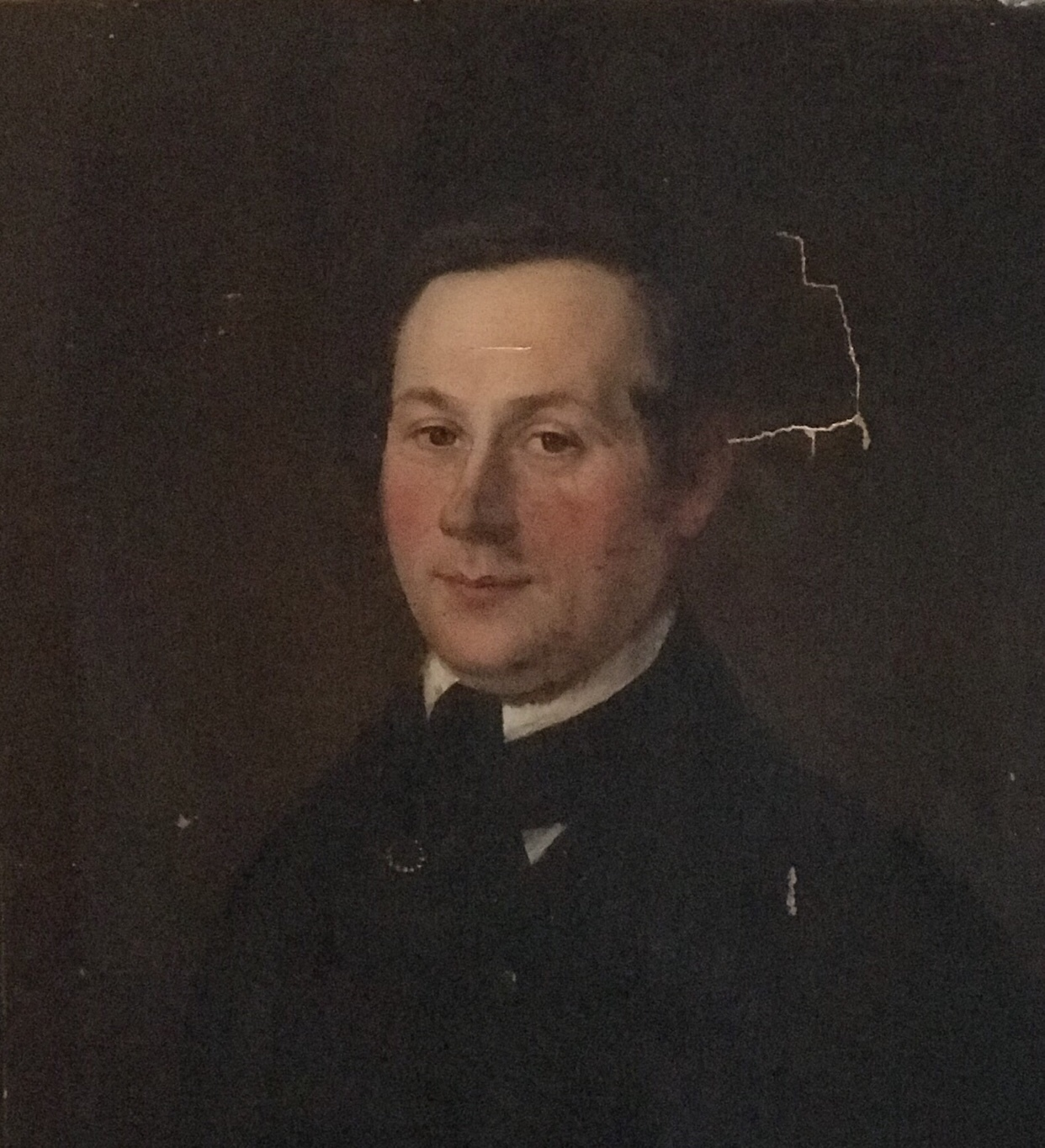
Alexandre Magenc, Jean François Doat, 1850. Collection Chapelain L'officier.

Il y reste quelques années, où il est très proche de Elmire Lanafoërt-Doat, sa cousine, et de son mari Jean François Doat, puis de leur fille, Louise Doat-Sabail avec laquelle il vivait à leur domicile parisien. Enfin, il rentre dans le Sud-Ouest où il fit l'essentiel de sa carrière en peignant de nombreux portraits de notables locaux, paysages des environs et des natures mortes. Il est le témoin de Louise Doat-Sabail à son mariage avec Alfred Sabail, le 20 janvier 1869 à Plaisance.
Il est l'auteur d'un tableau de grand format (3,20 × 2 m) La Résurrection, classé monument historique appartenant à l'église de Plaisance, peinte en 1851 à l'âge de 29 ans.
Proche des milieux républicain, il fit partie de la commission municipale de Plaisance, nommée par le préfet à la chute de Napoléon III, et de l'équipe qui amena Alfred Sabail, époux de sa cousine Louise Doat, à la mairie (1870-1871) pendant cette période trouble de la chute de l'Empire et la défaite de Sedan.

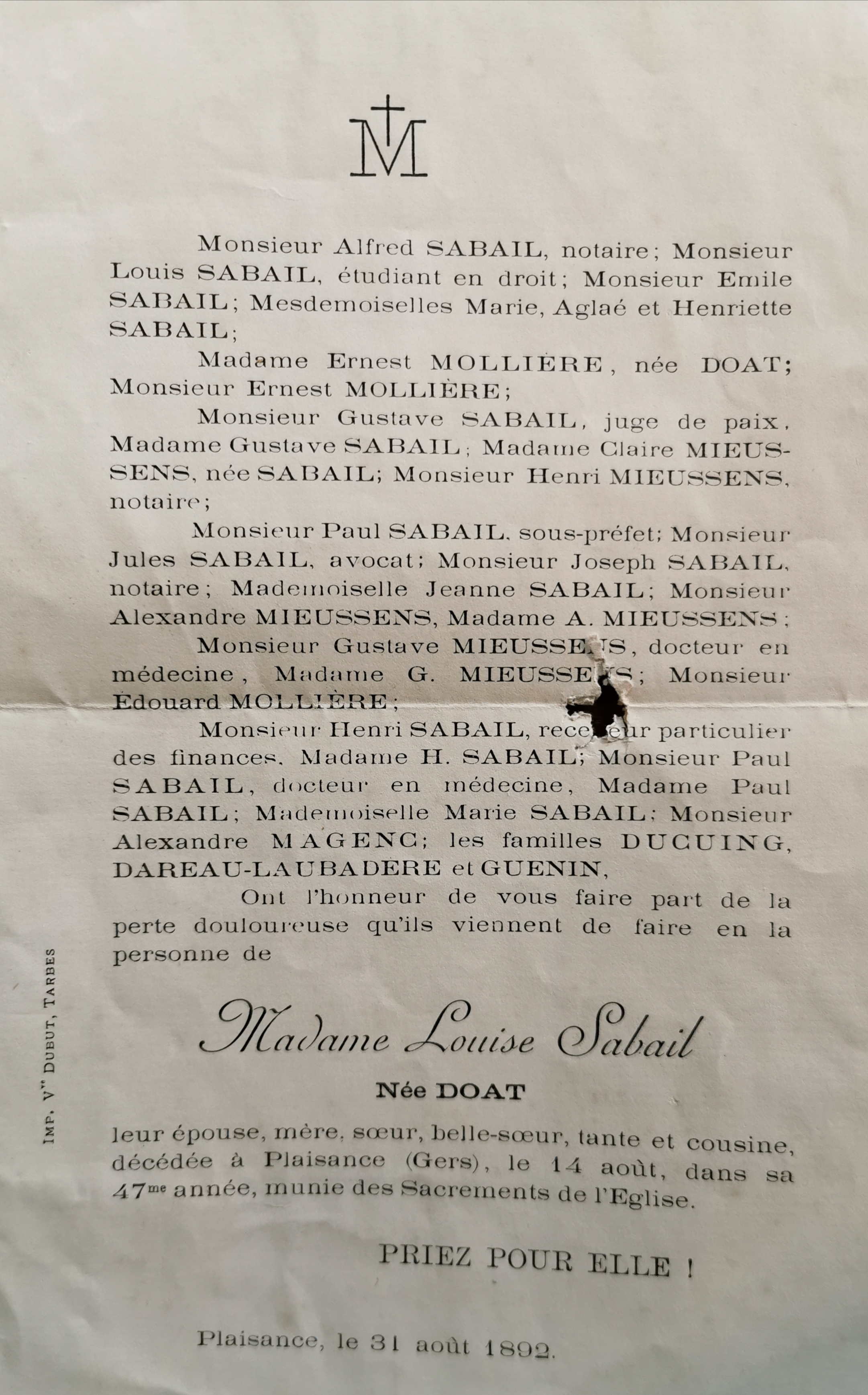
Faire-part du décès de Louise Sabail, née Doat, cousine d'Alexandre Magenc. Collection Chapelain L'officier

C'est Alexandre Magenc qui fit l'éloge funèbre de sa cousine lors de son décès en 1892. N'ayant pas eu de descendance, sa maison abandonnée et transformée changea plusieurs fois de propriétaire, puis fut vendu à un agriculteur, membre du conseil municipal en 1960, n'ayant aucun lien avec la famille. Ce sont les héritiers de la famille Sabail, et notamment le petit-fils de Joseph Magenc (son sextaïeul), Christophe Chapelain L'officier qui, avec sa sœur, sont aujourd'hui les seuls à Plaisance à entretenir un lien de famille avec Alexandre Magenc, et qui détiennent la plupart de ces œuvres qui constituent la pinacothèque Magenc à Florence et New-York.

## Son œuvre

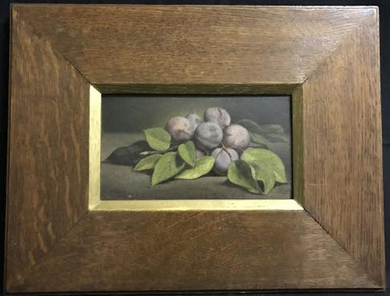
Alexandre Magenc, Nature morte aux prunes. Collection particulière.

Son œuvre connu est constitué d'environ une quarantaine de tableaux et d'une vingtaine de dessins, dont la grande majorité appartiennent à la collection privée de son cousin Christophe Chapelain L'officier.
Deux peintures sont classées monuments historiques, La Résurrection, largement inspiré d'une œuvre homonyme de Charles André van Loo que l'on retrouve à la cathédrale Saint-Jean de Besançon, et une Nature morte au geai dédiée à Madame de Laterrade.

### Liste des œuvres répertoriés

#### Peinture
- 1850 : Portrait d'Elmire Doat, signé, daté, titré (pinacothèque Magenc, collection Chapelain L'officier)[23].
- 1850 : Portrait de Jean François Doat, signé, daté, titré (pinacothèque Magenc, voir supra).
- 1852 : La Résurrection, signé, daté, titré (église de Plaisance du Gers, classée monument historique)[14].
- non datée : Portrait de Louise Doat (future épouse d'Alfred Sabail), signé, titré (pinacothèque Magenc).
- non datée : Portrait d'Alfred Sansot, non signé, une annotation au dos indiquant Alfred Sansot par Magenc (collection particulière)[24].
- non datée : Portrait de Joseph Louis Mollière (époux de Henriette Doat), signé, titré (pinacothèque Magenc, collection particulière).
- 1873 : Nature morte au geai, signé, daté, titré (mairie de Plaisance du Gers, classée monument historique)[1].
- 1872 : Nature morte au faisan, signé, daté, titré (pinacothèque Magenc, collection particulière).
- 1872 : Nature morte à la palombe, signé, daté, titré (pinacothèque Magenc, collection particulière).
- non datée : Nature morte aux prunes, signé (collection particulière)[18].
- non datée : Bord de l'Arros, ville de Plaisance 1, signé (pinacothèque Magenc).
- non datée : Bord de l'Arros, ville de Plaisance 2, signé (pinacothèque Magenc).
- non datée : Propriété Lanafoërt, Lasserade, signé (pinacothèque Magenc).
- non datée : Paysage, signé (pinacothèque Magenc).
- non datée : Maison Magenc, signé (pinacothèque Magenc).
- non datée : Atelier de Paris, signé (pinacothèque Magenc).

#### Dessin
- 1860 : Bord de l'Arros, ville de Plaisance, mine de plomb, signée, datée (pinacothèque Magenc).
- 1865 : Bord de l'Arros, mine de plomb, signée, datée (pinacothèque Magenc).
- 1893 : Maison Magenc, mine de plomb, signée, datée (pinacothèque Magenc).
- 1866 : Maison, mine de plomb, signée, datée (pinacothèque Magenc).